# بيني جوي
بيني جوي (بالإنجليزية: Benny Joy)‏ هو ملحن وموسيقي أمريكي، ولد في 5 نوفمبر 1935 في أتلانتا في الولايات المتحدة، وتوفي في 24 أكتوبر 1988.